# Triolja
Triolja är en mer eller mindre flytande blandning av trotyl (TNT) och dinitrotoluen (DNT) som uppstår som avfallsprodukt vid tillverkning av trotyl och huvudsakligen består av trinitrotoluenisomerer (trinitrotoluen + isomerer). Det används bland annat i sprängämnen såsom nitrolit.